# Мыс Небольсина
Мыс Небольсина́ расположен в глубине западной части бухты Троицы в заливе Посьета. Назван в честь А. К. Небольсина, мичмана в команде корвета «Витязь». На этом корабле в 1888 году было исследована бухта Троицы.
До экспедиции «Витязя» имелись основные промеры глубин бухты Троицы, но её береговая линия была нанесена лишь приблизительно. В 1888 году бухта была детально обследована, все основные детали рельефа нанесены на карту и получили названия. Начальник экспедиции С. О. Макаров в подробном отчёте по итогам экспедиции пишет (курсив добавлен):

Я с великим удовольствием упоминаю фамилии молодых наблюдателей по старшинству: мичман Мечников, Митьков, Максутов, Кербер, Шульц, Шаховский, Пузанов и Небольсин. Особенно же много потрудился младший штурман подпоручик Игумнов.

Многие впервые описанные места получили имена по фамилиям исследователей с «Витязя». В том числе мыс на восточной оконечности бухты, противолежаший мысу Небольсина, был назван мысом Максутова — другого мичмана, о котором с благодарностью упоминает Макаров. Временные названия стали официальными в 1898 году, с изданием Главным гидрографическим управлением подробной карты бухты Троицы с нанесением всех предложенных названий.